# Recognize
Recognize to singel amerykańskiej grupy hip-hopowej The Lox. Promuje album "We Are the Streets".
Podkład został wyprodukowany przez DJ-a Premiera. W refrenie można usłyszeć Eve powtarzającą "Recognize".

## Lista utworów
1. "Recognize" (Radio Edit) – 3:46
2. "Recognize" (Instrumental) – 4:10